# South Tyneside
South Tyneside es una ciudad metropolitana en el condado metropolitano de Tyne and Wear, Inglaterra.
Limita con los otros cuatro distritos de Tyne y Wear: Gateshead al oeste, Sunderland al sur, North Tyneside al norte y Newcastle upon Tyne al noroeste. Más al norte se encuentra el condado fronterizo de Northumberland. La ciudad se formó el 1 de abril de 1974 mediante la fusión de la ciudad del condado de South Shields junto con la ciudad municipal de Jarrow y los distritos urbanos de Boldon y Hebburn del condado de Durham.
Parte de la conurbación de Tyneside, la sexta más grande del Reino Unido, South Tyneside tiene una superficie geográfica de 24,88 mi² (64,4 km²)  y una población estimada de 153.700 (mediados de 2010), medida en el censo de 2011 como 148.127.  Limita al este con el Mar del Norte y al norte con el río Tyne. Un cinturón verde de 9,13 mi² (23,6 km²)  está en su límite sur.

Ayuntamiento de South Shields, sede del Consejo de South Tyneside

El principal centro administrativo y la ciudad más grande es South Shields. Otras ciudades ribereñas son Jarrow y Hebburn, mientras que las aldeas de Cleadon, Whitburn y The Boldons limitan con el cinturón verde de South Tyneside, con Wearside al sur en Sunderland.
South Tyneside está representado por dos miembros del Parlamento en dos distritos electorales: South Shields (incluido Whitburn) y Jarrow (que también sirve a Hebburn, las aldeas urbanas marginales y las partes orientales de Gateshead).

## Historia
Celtas, romanos, anglos, sajones, jutos, vikingos, la llegada de los árabes a principios del siglo XX y, más recientemente, el asentamiento de pueblos de la Commonwealth, en particular del subcontinente indio, y de la Unión Europea reflejan la cultura actual del Sur. Tyneside.
En South Shields (en latín: Arbeia, Brythonic: Caer Urfa), se encuentran excavaciones y un fuerte reconstruido en Arbeia (160 d. C.). Este fuerte sirvió como guarnición y puesto de avanzada del Imperio Romano, y es parte del Patrimonio de la Humanidad del Muro de Adriano. La zona de hospitalidad de Ocean Road es famosa en toda la región por su cocina india, italiana, del Medio Oriente y china. Mill Dam, con la antigua Aduana (ahora un teatro, cine y complejo artístico), calles adoquinadas y el centro Mission to Seafarers, se relaciona con la historia del transporte marítimo en la ciudad y el río Tyne.
El mundo de Beda en Jarrow está dedicado a la vida del Venerable Beda, el "padre de la historia inglesa". El sitio nominado como Patrimonio de la Humanidad está atravesado por dos ríos: el Tyne y el Don. Hay un monasterio medieval (Iglesia de San Pablo, 681 d. C.), una granja anglosajona con animales de razas raras y edificios construidos con materiales originales de ese período, y el Jarrow Hall georgiano. La Cruzada de Jarrow de 1936 fue un acontecimiento clave en la historia de la ciudad y el estandarte original que llevaron los manifestantes a Londres se puede ver en el Ayuntamiento de Jarrow. 
Ha habido una comunidad árabe bastante importante en South Shields desde la década de 1890.  Esta es también una explicación hipotética del término "Sandancer" (derivado de "bailarina de arena") para las personas nacidas y criadas en South Shields.

## Concejo
El Consejo de South Tyneside está formado por 54 miembros. En mayo de 2023, estaba formado por 37 concejales laboristas (con 1 concejal laborista como independiente  ), 9 concejales verdes, 7 concejales independientes y un concejal conservador. 
Martin Swales fue director ejecutivo del South Tynesidde Council de 2009 a 2020. Swales anteriormente se desempeñó como Director Estratégico de Desarrollo en North Tyneside Council.
Desde 2021, Jonathan Tew es el director ejecutivo de la autoridad. 

## Economía
La construcción y reparación naval, la minería y las exportaciones de carbón y las industrias químicas disminuyeron a partir de la segunda mitad del siglo XX, lo que provocó un desempleo masivo. Sin embargo, en años más recientes esta tendencia se ha revertido y South Tyneside atrae nuevas industrias, sobre todo en el sector de servicios. Todavía existe una base manufacturera considerable de reparación de buques y servicios offshore, ingeniería, electrónica, prendas de vestir, muebles, productos de papel, madera y pequeña ingeniería de precisión.
Hubo un tiempo en que Tyneside construyó el 25% de los barcos del mundo. South Tyneside College se especializa en formación marítima y atrae a estudiantes de todo el mundo.
El turismo también es una industria importante y en crecimiento.

## Lugares de interés
El centro de la ciudad y la ribera de South Shields están experimentando una importante regeneración, con nuevos usos de vivienda, negocios, comercio minorista y ocio reemplazando a los antiguos sitios industriales. El centro de la ciudad ofrece tiendas en las calles principales, un mercado habitual junto al antiguo ayuntamiento catalogado de Grado I, una nueva biblioteca y espacio de exposición llamado The Word, la oficina central de correos, museo y galería de arte, un nuevo intercambio de autobús/metro inaugurado en 2019. ferry peatonal que cruza el río hasta North Shields, el desarrollo de oficinas y el paseo marítimo de Harton Quays, el ayuntamiento y las oficinas cívicas. La Aduana está ubicada dentro del área de conservación histórica de Mill Dam y alberga un teatro, cine, galería de arte y restaurante. Arbeia formó el extremo más oriental del Imperio Romano en el Muro de Adriano y está situada en la desembocadura del río Tyne en la costa del Mar del Norte. Las excavaciones, un fuerte reconstruido y un museo están abiertos al público en el sitio histórico de Lawe Top (inglés antiguo: cima de una colina).
La Great North Run es la media maratón más grande del mundo y se lleva a cabo cada septiembre/octubre, comenzando en Newcastle y terminando en The Leas en South Shields.
En la carretera costera hacia Whitburn se encuentra Marsden Rock, un impresionante farallón marino de piedra caliza colonizado por aves marinas y una atracción turística de larga data. Más abajo en la costa se encuentra el faro de Souter, el primero del mundo alimentado por corriente eléctrica. Gran parte del paisaje costero de esta zona estaba, hasta hace dos décadas, dominado por los montones de escombros y los engranajes de las minas de carbón de Westoe y Whitburn, pero ya no existen y el entorno natural de la zona ha sido restaurado.
Jarrow alberga el Monasterio de San Pablo, el museo Bede's World, Jarrow Hall, el centro comercial Viking y la sede y tienda oficial de J. Barbour and Sons.
La ribera de Hebburn tiene vistas abiertas de las industrias renovables y relacionadas con el mar al otro lado del río en Wallsend. El centro de la ciudad ha sido remodelado con nuevos edificios residenciales e instalaciones cívicas y de ocio.
Los pueblos suburbanos de Cleadon, East y West Boldon, Harton, Monkton, Westoe y Whitburn cuentan con pubs tradicionales, edificios históricos y boutiques independientes. Hay una pista de atletismo en Monkton y campos de cricket en Westoe y Whitburn.

## Ambiente
El entorno físico de South Tyneside varía mucho en un área pequeña: desde las bulliciosas ciudades ribereñas de South Shields, Jarrow y Hebburn hasta las aldeas periféricas urbanas de Boldon, Cleadon y Whitburn; desde áreas industriales establecidas en el puerto de Tyne y la ribera del río Tyne Dock hasta nuevos parques empresariales en Monkton, St Hilda's y Boldon; desde el punto más alto en Cleadon Hills hasta el estuario del río Don en St Paul's and Bede's World; desde tradicionales terrazas victorianas e impresionantes mansiones eduardianas hasta típicas viviendas suburbanas de entreguerras y posguerras; desde los restos y la puerta de entrada reconstruida del fuerte romano de Arbeia hasta la primera mezquita construida expresamente en el Reino Unido en Laygate; desde el gran río Tyne hasta la extensión de Shields Harbour en Littlehaven; desde la impresionante costa natural de The Leas y las playas de arena, bahías y acantilados de piedra caliza en Marsden Bay y Whitburn hasta los tradicionales parques costeros, diversiones y ferias de atracciones en el paseo marítimo de South Shields; y desde Marsden Quarry hasta Great North Forest.
El EcoCentre de Hebburn es un edificio construido con materiales reciclados, autosuficiente en la generación de energía mediante su propia turbina eólica y eficiente en la gestión de residuos. También hay una turbina eólica administrada por las autoridades locales en Middlefields.
El tiempo en South Tyneside, como en el resto de la región noreste, es variable y típico de un clima marítimo.
En 2019, el South Tyneside Council declaró una emergencia climática.  La moción fue propuesta por el concejal del Partido Verde de South Tyneside, David Francis, y enmendada por los laboristas, la enmienda tuvo éxito y se espera que el Consejo de South Tyneside alcance el cero neto para 2030.

## Transporte
La A194(M), la A19 y otras carreteras principales unen South Tyneside con la red de carreteras nacional. El metro Tyne & Wear es un sistema de tren ligero que conecta el área con el resto de la conurbación de Tyne & Wear, incluidas las estaciones de Sunderland y Newcastle y el aeropuerto de Newcastle. Tyne Road y los túneles peatonales atraviesan el río entre Jarrow y Howdon. Un ferry peatonal también sirve a las ciudades de North y South Shields. El Puerto de Tyne, situado en Tyne Dock, es una terminal en crecimiento que maneja grandes volúmenes de carga, incluidas las exportaciones de la planta de automóviles Nissan en Washington.

## Gente
Los habitantes del sur de Tyneside más conocidos incluyen a la autora Dame Catherine Cookson,  ex tres veces primer ministro de Nueva Zelanda, Sir William Fox,  la actriz Dame Flora Robson,  el actor de Monty Python Eric Idle,  el director de Hollywood Ridley Scott, el inventor de las chaquetas enceradas J Barbour y el atleta Steve Cram . El autor Lewis Carroll se inspiró para escribir ' Las aventuras de Alicia en el país de las maravillas ' y ' A través del espejo ' en los residentes locales que conoció durante su estancia en Whitburn. El cantante Joe McElderry,  que ganó el Factor X 2009, también proviene de la zona, así como dos miembros de los ganadores del Factor X 2011, Little Mix, Jade Thirlwall y Perrie Edwards. 

## Ciudades hermanas
South Tyneside está hermanada con Épinay-sur-Seine, Francia; Noisy-le-Sec, Francia; y Wuppertal, Alemania.

## Clima
El clima en esta zona tiene ligeras diferencias entre máximos y mínimos, y hay precipitaciones adecuadas durante todo el año. El subtipo de la Clasificación Climática de Köppen para este clima es " Cfb " (lima marino de la costa oeste/ clima oceánico). 